# Carpatair
Pentru alte sensuri ale numelui, a se vedea Carpați (dezambiguizare) 
Carpatair este o companie aeriană regională din sud-estul Europei, cu baza în Timișoara, România. 
Fondatorul liniei aeriene Carpatair este omul de afaceri Nicolae Petrov, care a pus și bazele companiei Moldavian Airlines.
În iulie 2011 Carpatair opera peste 350 de zboruri regulate pe săptămână către 28 de destinații din 8 țări (9 aeroporturi interne și 19 aeroporturi externe)., avand propriul sau HUB la Timisoara
Carpatair a intrat în insolvență la începutul anului 2014. Toate zborurile regulate au fost anulate iar compania s-a reorientat spre zboruri in regim charter si wel-lease.Flota a fost redimensionata ramanand doar cu cele 4 aeronave aflate in proprietate ( 3 Fokker 100 si 1 Boeing 737-300). După ce planul de reorganizare a fost aprobat de creditori, a intrat în reorganizare judiciară. În anul 2017 a realizat o cifră de afaceri de 86,6 milioane de lei (circa 19 mil. euro), în creștere cu 26% față de anul anterior. In octombrie 2018 Carpatair a iesit cu succes din reorganizare si ramane in continuare pe piata de ACMI si chartere, avand in proprietate aeronave Airbus 319 si 320. 

## Istoric
Carpatair a luat naștere în anul 1999 și a operat primul zbor pe 26 martie 1999 din Cluj-Napoca către Veneția, urmând ca din 2000 Hubul să fie mutat la Timișoara. Prima aeronavă a fost un Yakovlev Yak-40 închiriat de la Moldavian Airlines. 
Actuala denumire a companiei a fost adoptată în decembrie 1999, când investitori elvețieni s-au alăturat proiectului. Deoarece a fost una din primele companii aeriene din Banat, s-a bucurat de un mare succes, mai ales că a beneficiat și de o concurență scăzută din partea celorlalți competitori. Din data de 25 octombrie 2006 Carpatair a implementat cu succes proiectul E-Ticketing, devenind astfel prima companie aeriană din România care a atins acest obiectiv, fiind deja prima companie privată din Estul Europei care a aplicat conceptul de operare hub&spoke, cu HUB la Timișoara. Din 2010, operatorul a oferit și posibilitatea de efectuare online a procedurii de check-in , precum și programe de fidelizare corporatiste și  "Green Club". 
Din 2014, Carpatair și-a consolidat poziția pe piața europeană a furnizorilor de servicii în regim charter Ad-HOC  pentru corporații, echipe sportive, orchestre sau grupuri muzicale, operatori în turism și chiar pentru proiecte guvernamentale, pe lângă închirierea aeronavelor și echipajelor în regim ACMI către alte companii aeriene, pentru oferirea de servicii de zbor în regim regulat, către diverse destinații, în toată Europa.

## Destinații
Înainte de 2014, compania opera 28 de destinații de pe teritoriul european, fiind totodată cel mai important operator aerian pe relația România-Italia cu aproximativ 160 de zboruri săptămânale.. Din 2014, specializarea în soluții charter și ACMI a companiei a ocazionat operarea de zboruri pentru diverși beneficiari în toată Europa, răspunzând unei palete variate de necesități de transfer și agende de lucru. 

### Parteneriate code-share
- Moldavian Airlines
- Meridiana
- Aegean Airlines
- Alitalia

## Flotă aeriană
Compania Carpatair deținea în ianuarie 2018 un număr de 3 aeronave, cu o vârstă medie de ~20 ani.
| Aeronava          | Total | Pasageri | Pasageri | Pasageri | Tip Motor          | Rute               | Observații                            |
| Aeronava          | Total | J        | Y        | Total    | Tip Motor          | Rute               | Observații                            |
| ----------------- | ----- | -------- | -------- | -------- | ------------------ | ------------------ | ------------------------------------- |
| Fokker 100        | 2     | 0        | 105      | 105      | 2x RR Tay Mk 65015 | Charter, Wet-lease | Curse charter și în regim wet-lease   |
| Airbus A319-111/2 | 2     | 0        | 150      | 150      | 2x CFM56-5B        | -                  | Inchiriat pe termen lung in dry lease |

## Incidente și accidente
Pe data de 28 februarie 2009 o aeronavă SAAB 2000 Carpatair care venea de la Chișinău și avea la bord 47 de pasageri și patru membri ai echipajului a făcut o aterizare de avarie în jurul orei zece, după ce roata din față a trenului de aterizare n-a ieșit. Aparatul a survolat timp de peste o oră orașul Timișoara, trecând de două ori prin dreptul turnului de control, controlorii confirmând că avionul nu are trenul de aterizare din față coborât. Pe aeroport a fost declarată stare de urgență. După consumarea combustibilului, avionul a aterizat pe pista aeroportului, pe un covor de spumă, pentru a micșora riscul unui incendiu. Toți pasagerii și membrii echipajului au ajuns cu bine la sol, fiind preluați cu un autocar de pe pistă și transportați la aerogară. În urma incidentului, în ziua respectivă activitatea aeroportului a fost perturbată timp de cca trei ore, ea fiind reluată în jurul orei 12. În urma aterizării reușite, piloții Leonid Babivschi (47 de ani) și Iurie Oleacov (37 de ani) au fost decorați de Vladimir Voronin cu „Ordinul de Onoare”.
La data de 13 februarie 2012 aeronava Saab 2000 - YR-SBK cu 52 de pasageri la bord (48 de pasageri și 4 membri ai echipajului) a ieșit de pe pistă în timp ce rula pentru a decola, după ce a lovit cu roata din dreapta un banc de zăpadă.
Două persoane au fost rănite și au avut nevoie de îngrijiri medicale.

## Rezultate financiare
Rezultate financiare (milioane euro):
| Anul             | 2010 | 2008 | 2007 | 2004   |
| ---------------- | ---- | ---- | ---- | ------ |
| Cifra de afaceri | 74   | 91   | 81,5 | 51 ($) |
| Profit net       | -    | -1,7 | 0,4  | -      |

## Galerie

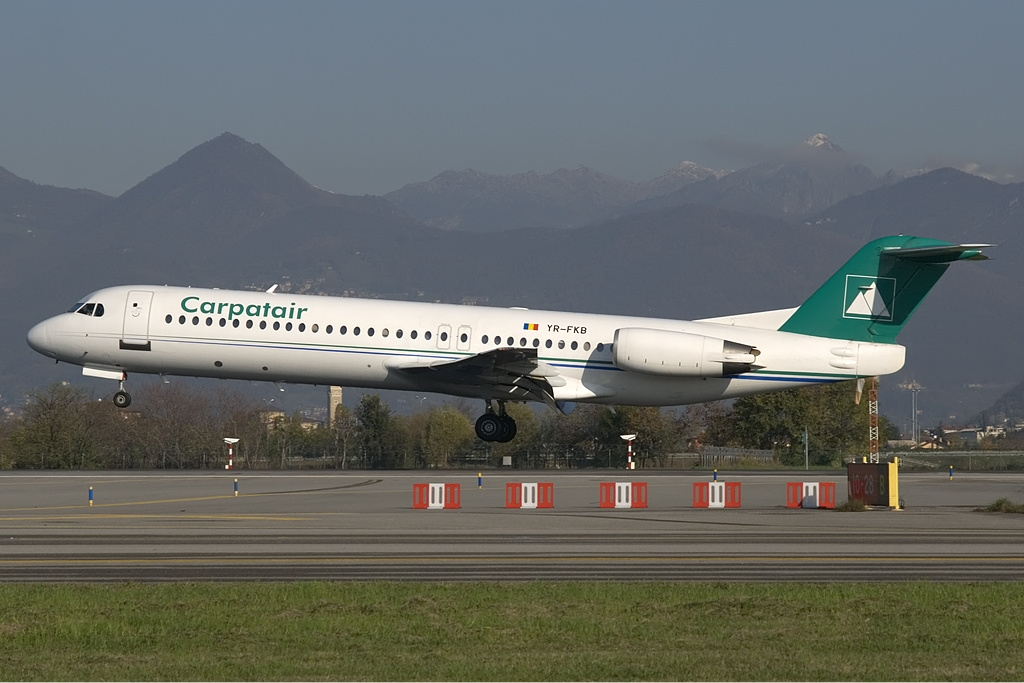
YR-FKB